# Antichloris caca
Antichloris caca là một loài bướm đêm thuộc phân họ Arctiinae, họ Erebidae.